# Tephronia destituta
Tephronia destituta är en fjärilsart som beskrevs av Walker 1870. Tephronia destituta ingår i släktet Tephronia och familjen mätare. Inga underarter finns listade i Catalogue of Life.